# Андлауэр, Модест
 Модест Андлауэр  (фр. Modeste Andlauer, 25 мая 1847, Росайм — 19 июня 1900, Уи) — святой Римско-католической церкви, член монашеского ордена иезуитов, миссионер, мученик.

## Биография
Начальное образование Модест Андлауэр получил в начальной семинарии, после окончания которой 8 октября 1872 года вступил в новициат монашеского ордена иезуитов. 22 сентября 1877 года был рукоположён в священника. В 1881 году Модест Андлауэр был послан на католическую миссию в Китай, где после изучения китайского языка стал заниматься миссионерской деятельностью.
Во время Ихэтуаньского восстания в Китае преследовались христиане. 19 июня 1900 года Модест Андлауэр был убит повстанцами за приверженность к христианству вместе с Ремигием Изоре.

## Прославление
Модест Андлауэр был беатифицирован 17 апреля 1955 года римским папой Пием XII и канонизирован 1 октября 2000 года римским папой Иоанном Павлом II вместе с группой 120 китайских мучеников.
День памяти в Католической церкви — 9 июля.